# Джміль полярний
Джміль поля́рний (Bombus polaris) — перетинчастокрила комаха родини Бджолиних. Основний запилювач квіткових рослин в Арктиці.

## Ареал
Ареал полярного джмеля утворює кільце навколо Північного полюса. Цей вид джмелів мешкає в Канаді, в арктичній частині Аляски, на арктичних островах (острові Девон, Елсмір, Баффінова Земля, Гренландія), на півночі Скандинавії та Росії (в Ненецькому і Ямало-Ненецькому автономних округах, в Якутії, на Чукотці).

## Опис
Тіло джмеля полярного вкрите густими волосками для теплоізоляції. Забарвлення може бути різним, але найчастіше груди чорні з оранжево-жовтими смужками по краях, черевце оранжево-жовте, іноді його кінець може бути чорний.

## Біологія
Джміль полярний — запилювач більшості арктичних рослин. Він запилює мак полярний, родіолу рожеву («полярну розу»), вербу арктичну та інші рослини.

## Природні вороги і хижаки
Джмелі північні проникають в гнізда полярного джмеля, вбивають маток і змушують робочих джмелів «працювати на себе». Це явище називається клептопаразитизм. Крім того, на джмелів полярних полюють такі птахи, як жовтоволик, звичайна гага, морянка.

## Див.також
- Список видів роду Джміль